# Wilhelm Weber
Vilhelm eller Wilhelm Weber är en dansk skådespelare.

## Filmografi
- 1987 – Pelle Erövraren
- 1988 – Vid vägen